# Steve Ditko
Stephen John Ditko (Johnstown, Pensilvania, 2 de noviembre de 1927-Manhattan, Nueva York, 29 de junio de 2018) fue un historietista estadounidense, conocido sobre todo por ser el cocreador de Spider-Man y Doctor Strange.

## Biografía
Ditko nació el 2 de noviembre de 1927 en Johnstown (Pensilvania), era hijo de inmigrantes austro húngaros. Su padre, Stephen, era un maestro carpintero con talento artístico en una acería y su madre, Anna, era ama de casa, tenía una hermana llamada Elizabeth y un hermano, Patrick.
Ditko estudió en la escuela de Caricaturistas e Ilustradores de Nueva York bajo Jerry Robinson y empezó profesionalmente en 1953. Sus primeros trabajos fueron en una pequeña empresa conocida como Charlton Comics, produciendo historias de ciencia ficción, horror y misterio. Ditko entonces empezó a trabajar en Atlas Comics, la precursora de Marvel Comics.
Colaboró con la creación de personajes como Spider-Man y Doctor Strange para Marvel. Su idiosincrásico estilo de dibujo acentuando estados de ánimo intensos y la ansiedad de los personajes fue favorecido por los lectores. El personaje de Spider-Man con su ansiedad, angustia y su agitada vida social engarzó bien el estilo e intereses personales de Ditko, lo cual Marvel reconoció dándole crédito como coguionista en su última etapa dibujando al personaje. Después de una periodo de cuatro años con este título, dejó la compañía.
Ditko regresó a Charlton, donde creó a personajes como Capitán Átomo, Blue Beetle y The Question. Creó al personaje Mr. A en número 3 del título independiente Witzend, publicado por Wally Wood. En las páginas de Mr. A y de The Question Ditko empezó a infundir su propia filosofía, que tuvo su raíz en el objetivismo de Ayn Rand.
El nombre del personaje "Mr. A" tiene su origen en el principio filosófico aristotélico de identidad ("A es igual a A"). Este principio es también básico en el objetivismo, el sistema filosófico creado por Ayn Rand, ya que el objetivismo es un desarrollo de las premisas filosóficas creadas por Aristóteles. "Mr. A" es un personaje vestido totalmente de blanco y de una total integridad moral, la misma que demanda el objetivismo.
En 1968, Ditko trabajó para DC Comics donde creó personajes como Creeper con Don Segall y Hawk y Dove, con Steve Skeates. Ditko usó estos superhéroes para exponer y explorar varios asuntos éticos, sin embargo, debido a que varios lectores encontraban los sermones en estas historias intragables, o quizás porque no estaban de acuerdo con la filosofía del artista, el trabajo de Ditko no tuvo la misma popularidad que anteriormente. Sus trabajos perdieron regularidad en DC en los años 1970. En 1975 creó el título Shade, el Hombre Cambiante, que años después fue revivida sin la intervención de Ditko.

## Vida personal
En 2012, Ditko continuó trabajando en el barrio Midtown West de Manhattan.En su mayoría se negó a dar entrevistas o hacer apariciones públicas, explicando en 1969 que, "Cuando hago un trabajo, no es mi personalidad lo que ofrezco a los lectores, sino mi arte. No es cómo soy lo que cuenta; es lo que hice y lo bien que lo hice. Creo un producto, una historia de arte de cómic. Steve Ditko es la marca".Sin embargo, contribuyó con numerosos ensayos al fanzine de Robin Snyder, The Comics.
Tenía un sobrino que se convirtió en artista, también llamado Steve Ditko.Hasta donde se sabe, nunca se casó y no tenía hijos sobrevivientes en el momento de su muerte.Will Eisner afirmó que Ditko tuvo un hijo fuera del matrimonio, pero esto puede haber sido una referencia confusa al sobrino.
Políticamente, Ditko apoyó una "república constitucional" y los derechos "individuales y de propiedad", describiéndolos como "inalienables". No apoyó ni a George W. Bush ni a John Kerry en las elecciones presidenciales de 2004 porque creía que ninguno de ellos les daría prioridad.
Ditko dijo en 2012 que no había obtenido ingresos por las cuatro películas de Spider-Man estrenadas hasta ese momento.Sin embargo, un vecino de Ditko declaró que Ditko recibió cheques de regalías.Aquellos involucrados en la creación de la película de 2016 Doctor Strange se negaron deliberadamente a contactarlo durante la producción, creyendo que no serían bienvenidos.

### Objetivismo
Ditko era un ferviente partidario del objetivismo. La filosofía de Ayn Rand había "cambiado para siempre la perspectiva [de Ditko] sobre la moralidad, las finanzas y su misión como creador de cómics". Después de que Ditko recibió un mayor control de la trama, comenzó a reverenciar el papel de los policías en su trabajo de Spider-Man. Ditko una vez le dijo a su compañero de trabajo en Charlton, Pete Morisi, un policía que trabajaba como dibujante de cómics, que envidiaba a Morisi por ser capaz de arrestar criminales. La filosofía randiana había influenciado a Ditko para exigir ser acreditado y compensado como el trazador y el artista de Spider-Man a partir del número 25, lo que Stan Lee (ahora acreditado como "guionista") permitió, aunque su relación de trabajo comenzaría a deteriorarse. Otras formas en las que Ditko incorporó las visiones randianas en Spider-Man fueron haciendo que Peter Parker se volviera más agresivo, exigiendo un mejor pago por sus fotos de Spider-Man y mostrando desprecio por los manifestantes estudiantiles. El editor de Marvel, Martin Goodman, había estado preocupado de que la dura política de derecha de Parker distanciara al personaje de la mayoría de los estudiantes universitarios de tendencia izquierdista y contracultural, y las disputas con Goodman sobre las regalías habían llevado a Ditko a dejar Marvel. Ditko luego expresó sus puntos de vista objetivistas aún más con Question, quien criticó la apatía del público hacia el bien y el mal, y Mr. A, quien se negó a salvar a los villanos de la muerte.

## Muerte
El 6 de julio de 2018 el Departamento de Policía de Nueva York informó que el 29 de junio encontraron el cuerpo sin vida de Ditko en su apartamento en Manhattan, aunque según confirmaron al medio The Hollywood Reporter, pudo haber muerto 2 días antes, el 27 de junio. Se determinó que murió por un infarto de miocardio a los 90 años de edad.

## Personajes creados
- Creeper (con Don Segall)
- Hawk y Dove
- Shade, el Hombre Cambiante
- Spider-Man (con Stan Lee)
- Doctor Strange (con Stan Lee)
- Static
- Mocker
- Missing Man
- The Question
- Blue Beetle
- Mr. A
- Capitán Átomo (con Joe Gill)
- Killjoy
- Speedball (con Tom DeFalco)

## Adaptaciones de sus obras
- Dr. Extraño (1978)
- Spider-Man (2002)
- Spider-Man 2 (2004)
- Spider-Man 3 (2007)
- The Amazing Spider-Man (2012)
- The Amazing Spider-Man 2: Rise of Electro (2014)
- Doctor Strange (2016)
- Spider-Man: Homecoming (2017)
- Titanes (serie de televisión)  (2018)
- Spider-Man: un nuevo universo (2018)
- Spider-Man: lejos de casa (2019)
- Spider-Man: No Way Home (2021)
- Doctor Strange en el multiverso de la locura (2022)
- Blue Beetle (2023)